# سیلبی
سیلبی (به انگلیسی: Sileby) یک روستا و محله مدنی در بریتانیا است که در Charnwood واقع شده‌است. سیلبی ۷٬۸۳۵ نفر جمعیت دارد.